# Сунгуров Микола Петрович
Мико́ла Петро́вич Сунгу́ров (рос. Николай Петрович Сунгуров; * 1805 — ?) — російський революціонер.
Очолював у Москві таємне товариство (увійшло в історію як Сунгуровське товариство), видаючи себе за члена товариства декабристів, який уцілів після розгрому 1825 року. Вів переговори зі студентським гуртком Костенецького, учасників якого об'єднувала спільна ненависть до режиму Миколи I.
У липні 1831 року за доносом студента Московського університету Полоника Миколу Сунгурова та 25 його знайомих заарештували. Сунгурова засудили до каторжних робіт.
Помер у Сибіру.